# Барагхоп
Барагхоп (бенг. বড়ঘোপ) — містечко в Бангладеш, адміністративний центр підокругу Кутубдія у регіоні Читтагонг.

## Географія
Розташований на півночі зіли Коксс-Базар, на острові Кутубдія у Бенгальській затокі.

### Клімат
Містечко знаходиться у зоні, котра характеризується мусонним кліматом. Найтепліший місяць — травень із середньою температурою 28.8 °C (83.8 °F). Найхолодніший місяць — січень, із середньою температурою 20.2 °С (68.4 °F).
| Клімат Барагхопа        | Клімат Барагхопа | Клімат Барагхопа | Клімат Барагхопа | Клімат Барагхопа | Клімат Барагхопа | Клімат Барагхопа | Клімат Барагхопа | Клімат Барагхопа | Клімат Барагхопа | Клімат Барагхопа | Клімат Барагхопа | Клімат Барагхопа | Клімат Барагхопа |
| Показник                | Січ.             | Лют.             | Бер.             | Квіт.            | Трав.            | Черв.            | Лип.             | Серп.            | Вер.             | Жовт.            | Лист.            | Груд.            | Рік              |
| Середній максимум, °C   | 25,5             | 27,4             | 29,9             | 31,5             | 32,3             | 30,9             | 30,1             | 30,5             | 31,3             | 31,3             | 29,8             | 27,1             | 29,8             |
| Середня температура, °C | 20,2             | 22,4             | 25,5             | 27,8             | 28,8             | 28,2             | 27,7             | 28               | 28,3             | 27,8             | 25,3             | 21,9             | 26               |
| Середній мінімум, °C    | 14,9             | 17,3             | 21,1             | 24               | 25,2             | 25,4             | 25,3             | 25,5             | 25,3             | 24,3             | 20,7             | 16,6             | 22,1             |
| Норма опадів, мм        | 6.5              | 24               | 51.4             | 85.5             | 215.6            | 638.3            | 763.7            | 488.9            | 299.8            | 169.3            | 71.9             | 9.3              | 2824.2           |
| Днів з дощем            | 1                | 2                | 3                | 5                | 10               | 17               | 20               | 17               | 13               | 7                | 3                | 1                | 99               |
| ----------------------- | ---------------- | ---------------- | ---------------- | ---------------- | ---------------- | ---------------- | ---------------- | ---------------- | ---------------- | ---------------- | ---------------- | ---------------- | ---------------- |
| Джерело: Weatherbase    |                  |                  |                  |                  |                  |                  |                  |                  |                  |                  |                  |                  |                  |